# 동물성애
동물성애, 동물애호증 또는 주필리아(zoophilia)는 사람이 인간이 아닌 동물에 대한 성적 집착을 경험하는 성도착증이다. 대신 수간(bestiality)은 인간과 인간이 아닌 동물 사이의 종간 성행위를 의미한다. 이 주제에 대한 연구가 부족하기 때문에 수간이 얼마나 널리 퍼져 있는지 결론을 내리기는 어렵다. 반면, 동물애호증은 한 연구에서 2021년에 인구의 2%에서 유행할 것으로 추정되었다.

## 역사
동물성애와 수간에 대한 역사적 관점은 유럽 암각화에 수간 묘사가 등장하는 선사 시대부터 수간이 처형을 당했던 중세 시대까지 매우 다양하다. 세계 여러 지역에서 동물 학대법이나 소도미나 자연에 반하는 범죄를 다루는 법률에 따라 수간은 불법이다.

## 같이 보기
- 인간동물학
- 펫로스 증후군
- 족외혼
- 인간의 유대
- 각인
- 이류교혼설화
- 성도착
- 인간중심주의
- 동물 인지
- 동물 의사소통
- 옥시토신
- 동물복지
- 동물 학대
- 동물권